# 宿石
宿 石（しゅく せき、433年 - 471年）は、中国の北魏の文成帝の近臣。本貫は朔方郡。赫連勃勃の弟の赫連文陳の曾孫にあたる。

## 経歴
宿沓干（宿若豆根の子）の子として生まれた。443年、父が北伐で戦没すると、宿石はときに11歳で太武帝の引見を受けた。445年、父の漢安男の爵位を嗣ぎ、抜擢されて中散となった。450年、南征に従軍し、宣威将軍に任じられた。455年、侍御史に転じ、中塁将軍の位を受け、爵位は蔡陽子に進んだ。あるとき文成帝の遊猟に従い、宿石は文成帝の前で馬を走らせ、峻険な道で馬が倒れて転落し、しばらくして蘇生した。文成帝にねぎらわれて褒賞を受け、義陽子に爵位を改められた。また狩猟に従い、文成帝が自ら虎を射ようとしたとき、宿石は馬を叩いて諫め、文成帝を引きとどめた。その虎は後に人を殺した虎であった。宿石は上谷公主を妻に迎え、駙馬都尉に任じられた。466年、散騎常侍・吏部尚書に転じ、爵位は泰山公に進み、北中道都大将となった。471年、死去した。太原王の位を追贈され、諡は康といった。
子の宿倪が爵位を嗣いだ。

## 伝記資料
- 『魏書』巻三十 列伝第十八
- 『北史』巻二十五 列伝第十三